# Dibenzotiofè
El dibenzotiofè és un hidrocarbur aromàtic sulfurat, consta de dos anells de benzè units per un anell del tipus tiofènic. Aquests compostos i els seus alquil-derivats són utilitzats com a compostos model en estudis d'hidrodessulfuració i solen ser difícils d'eliminar en les fraccions més pesades del petroli.
El dibenzotiofè es forma per la reacció de bifenil amb àcid sulfhídric en presència de triclorur d'alumini.